# Ruta 148 (Costa Rica)
La Ruta 148, oficialmente Ruta Nacional Secundaria 148, es una ruta nacional de Costa Rica ubicada en la provincia de Alajuela.

## Descripción
En la provincia de Alajuela, la ruta atraviesa el cantón de Naranjo (los distritos de Naranjo, San Juan, Palmitos), el cantón de Palmares (los distritos de Palmares, Buenos Aires).